# Inessa Galante
Inessa Galante (lettisk: Inese Galante; født 12. marts 1954 i Riga i Lettiske SSR) er en lettisk sopran operasangerinde.
Galante fødtes ind i en musikalsk familie. Hun begyndte at studere ved Letlands Musikakademi i Riga i 1977. Galante blev solosanger ved Letlands Nationalopera mens hun stadig studerede ved akademiet. Samtidig med hendes arbejde i Riga var hun engageret i operaproduktioner ved andre teatre, i særdeleshed ved Kirov Operaen i Sankt Petersborg i Rusland, hvor hun havde et frugtbart samarbejde med dirigenten Valerij Gergiev.
Fra 1991 til 1999 var Galante solosanger ved Mannheim Nationalteater og Deutsche Oper am Rhein i Düsseldorf. Siden da har hun turneret og optrådt over hele verden. Galantes stemme kunne høres i Théâtre des Champs-Élysées, ved Festival de Radio France et Montpellier og Saint Denis Festival (USA), Barbican Hall, Gibson Hall, Royal Albert Hall, Wigmore Hall og Kensington Palace, Newport Music Festival (USA), Kungliga Operan, Kreml, Bolsjojteatret i Moskva. I 2001 optrådte Galante til en koncert i Rotterdam sammen med José Carreras. Galante har arbejdet sammen med mange kendte dirigenter, herunder blandt andet Yehudi Menuhin og Neeme Järvi.
Siden den 12. oktober 2005 er Inessa Galante Kommandør af Trestjerneordenen.